# Live at Massey Hall 1971
Albums de Neil Young
After the Gold Rush
(1970) Harvest
(1972)
Live at Massey Hall 1971 est un album de Neil Young sorti en 2007.

## Historique
Young chante en solo avec une guitare acoustique et en public divers titres de son répertoire dont cinq, alors encore inédits, du futur album Harvest.
Les chansons sont nombreuses, courtes et s'enchainent quasiment comme un medley.
En 1971 Young invente sans le savoir le concept "MTV Unplugged".
Sorti en 2007, l'album fait partie des "Neil Young Archives Performance Series", disque 3.
Il est repris, volume 7/10, dans le coffret The Archives Vol. 1 1963-1972 sorti en 2009.
Le magazine Rolling Stone le classe en 42e position sur les cent meilleurs albums Live.

## Titres
Tous les titres sont de Neil Young
1. On the Way Home (5)
2. Tell Me Why (3)
3. Old Man (1)
4. Journey Trough the Past (4)
5. Helpless (6)
6. Love in Mind (8)
7. A Man Needs a Maid (1) / Heart of Gold (1)
8. Cowgirl in the Sand (2)
9. Don't Let it Bring You Down (3)
10. There's a World (1)
11. Bad Fog of Loneliness
12. The Needle and the Damage Done (1)
13. Ohio (5)
14. See the Sky about to Rain (9)
15. Down by the River (2)
16. Dance, Dance, Dance
17. I Am a Child (7)

Versions studio parues sur les albums :

(1) Harvest en 1972,

(2) Everybody Knows This Is Nowhere en 1969,

(3) After the Gold Rush en 1970,

(4) Journey Through The Past en 1972,

(5) 4 Way Street en 1971,

(6) Déjà vu en 1970,

(7) Last Time Around en 1968,

(8) Time Fades Away en 1973,

(9) On the Beach en 1974.

## Musicien
- Neil Young : chant, piano, guitare